# 神明宮 (新発田市大手町)
神明宮（しんめいぐう）は新潟県新発田市にある神社。

## 祭神
主祭神は豊受皇大神。合祀神は天照大御神、大物主神、大己貴神、宇迦之魂神、火産霊大神、ほか5神。

## 由緒
寛文元年（1661年）に新発田藩藩主溝口宣直が伊勢神宮の豊受大神（外宮）を勧請したのが創まりで、後に城下職人町に遷されたが、寛延元年（1748年）、7代目藩主溝口直温の代、領内の豊作と安全祈願から、再び現在地に遷座建立した。

## 例祭
神明祭り（神明植木祭り）は9月25、26日に行われる。現在は新発田豊年秋まつりという名称になっている。植木市及び露店出店、こども金魚台輪パレード等が開催される。

## 社殿
現在の社殿は昭和57年（1982年）に拝殿を、同63年に本殿を新築したものである。また境内には新発田台輪の一つ、下町わ組台輪の格納庫があり、外から見ることができる。

## 交通
公共交通
- JR新発田駅より西へ徒歩約20分
  - 同駅から新潟交通観光バス 万代シテイ行（E46）、次第浜行または飯島行乗車（所要約5分） 「神明前」バス停下車すぐ

車
- 駐車場有[1]

## 参考資料
- 新発田市観光開発公社